# Clube do Remo
Clube do Remo, lub Remo, często nazywany Leão – brazylijski klub piłkarski z siedzibą w mieście Belém leżącym w stanie Pará. Głównymi derbowymi rywalami Remo są Paysandu SC oraz Tuna Luso.

## Osiągnięcia
- Mistrz trzeciej ligi brazylijskiej Campeonato Brasileiro Série C: 2005.
- Mistrz stanu Campeonato Paraense (42): 1913, 1914, 1915, 1916, 1917, 1918, 1919, 1924, 1925, 1926, 1930, 1933, 1936, 1940, 1949, 1950, 1952, 1953,1954, 1960, 1964, 1968, 1973, 1974, 1975, 1977, 1978, 1979, 1986, 1989, 1990, 1991, 1993, 1994, 1995, 1996, 1997, 1999, 2003, 2004, 2007, 2008
- Copa Norte (3): 1968, 1969, 1971.
- Copa Norte-Nordeste (1): 1971.

## Historia
Klub założony został 5 lutego 1905 roku pod nazwą Grupo do Remo. Założyciele klubu opuścili wcześniej klub Sport Club do Pará.
Dnia 4 lutego 1908, po ogólnym zebraniu członków klubu, Remo zaprzestał działalności. Dnia 29 marca 1908 wspólnicy klubów Remo oraz Sport Club do Pará postanowili, że Remo ostatecznie zakończy swą działalność w 1908 roku. Dnia 15 sierpnia 1911 Remo został zreorganizowany z inicjatywy zespołu, w którego skład wchodzili Antonico Silva, Cândido Jucá, Carl Schumann, Elzaman Magalhães, Geraldo Motta, Jayme Lima, Norton Corllet, Oscar Saltão, Otto Bartels oraz Palmério Pinto.
W roku 2005 po wygraniu trzeciej ligi klub awansował do drugiej ligi Campeonato Brasileiro. Mistrzostwo trzeciej ligi było pierwszym ogólnonarodowym tytułem klubu.

## Obecny skład
Stan z 15 września 2006
- bramkarz Alexandre Buzzeto
- bramkarz Adriano
- bramkarz Jackson
- obrońca Lucas
- obrońca Léo
- obrońca Magrão
- obrońca Carlinhos
- obrońca Xavier
- obrońca Rodrigo
- obrońca Bill
- obrońca Marcão
- obrońca Julinho
- pomocnik Beto
- pomocnik Serginho
- pomocnik Jecimauro
- pomocnik Maurício Oliveira
- pomocnik Maico Gaúcho
- pomocnik Otacílio
- pomocnik Rafael Ueta
- pomocnik Carlinhos Paraense
- pomocnik Alex Oliveira
- napastnik Landu
- napastnik Jean Macapá
- napastnik Renato Santiago
- napastnik André Leonel
- napastnik Izaías
- napastnik Zé Soares
- napastnik Clodoaldo